# Umowa dostawy
Umowa dostawy – rodzaj umowy cywilnoprawnej, w ramach której jedna jej strona – dostawca zobowiązuje się do:
- wytworzenia rzeczy oznaczonych co do gatunku oraz
- dostarczania ich częściami lub co pewien okres;

druga strona – odbiorca zobowiązuje się:
- odebrać te rzeczy oraz
- zapłacić cenę.

W Kodeksie cywilnym umowa dostawy została uregulowana tylko w szczątkowym zakresie. Wynika to z tego faktu, że umowa ta była pomyślana jako podstawa prawna stosunku wyłącznie między jednostkami gospodarki uspołecznionej. Obecnie, na podstawie art. 612 Kodeksu cywilnego stosuje się do niej przepisy o umowie sprzedaży. Doktryna prawa cywilnego podkreśla, że brak jest mocnych argumentów za utrzymywaniem odrębnej umowy dostawy w Kodeksie cywilnym. Wskazuje na to prawie zupełny brak orzecznictwa, a to które jest, znalazłoby zastosowanie także do umowy sprzedaży. Umowa ta jest przykładem i formą kooperacji gospodarczej, zawieranej zwykle przez kontrahentów pozostających ze sobą w trwałych stosunkach handlowych. Celem umowy dostawy jest zapewnienie właściwej jakości i terminowości zamówionej produkcji.